# Lonicera
- Commons
- Wikispecies

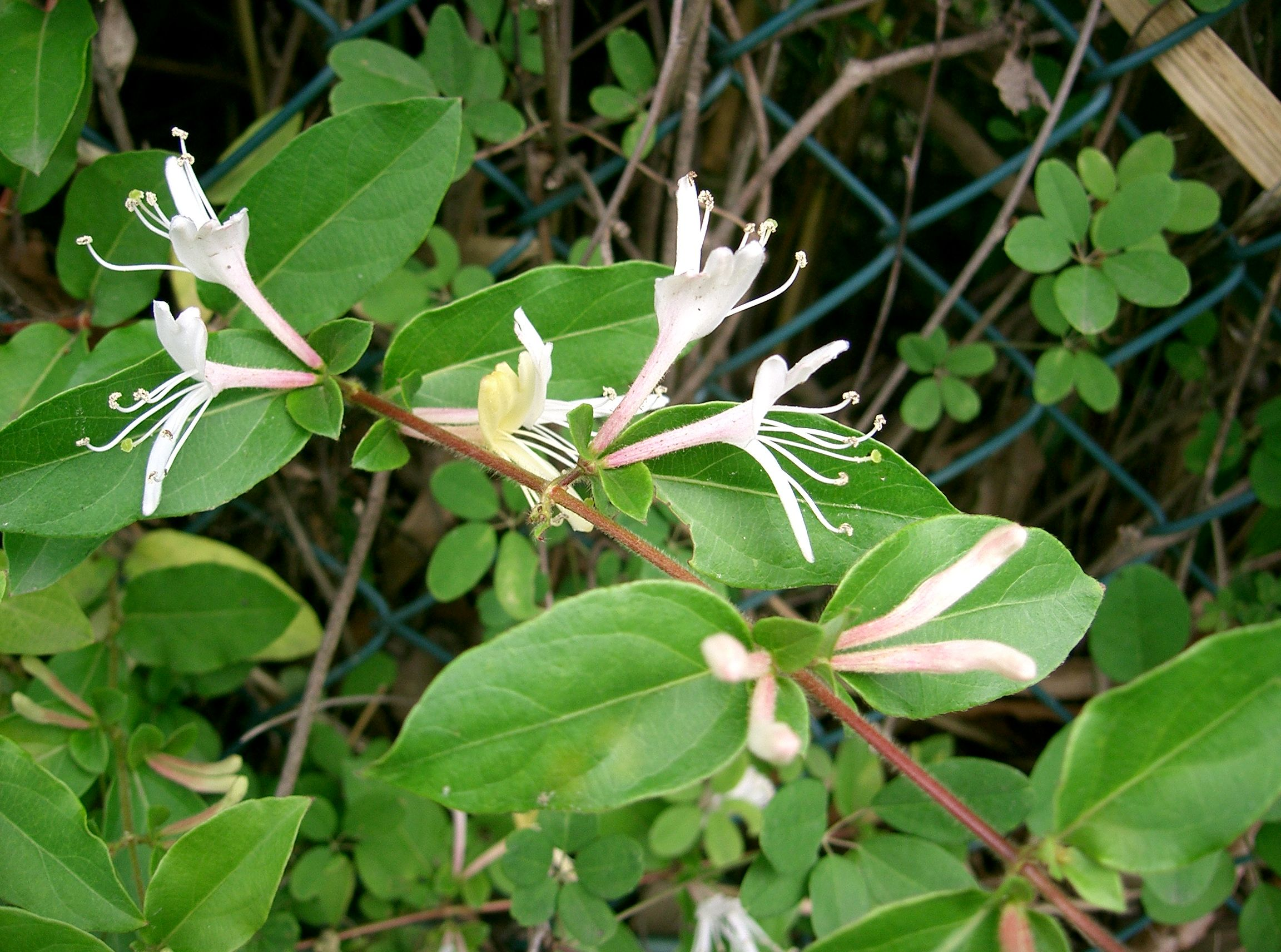
Lonicera japonica

 Lonicera  L. é um gênero botânico pertencente a família das Caprifoliaceae.
As espécies incluídas no gênero Lonicera normalmente são conhecidas pelo nome popular de madressilvas, nativas do hemisfério norte. São arbustos arqueados ou parreiras sarmentosas, a maioria com fragrâncias doces, com flores na forma de campainha.
O termo madressilva foi usado por muito tempo para designar as espécies integrantes do gênero Lonicera, porém deveria ser aplicado apenas para designar a espécie Lonicera caprifolium L., planta sarmentosa encontrada nos bosques europeus, e denominar as demais simplesmente como loniceras.
As folhas são opostas, ovaladas, simples, com 10 cm de comprimento; na  maioria das espécies as folhas são decíduas, porém algumas são perenes. Muitas das espécies apresentam flores que apresentam  um odor perfumado, produzindo um doce néctar comestível. A fruta é uma baga de coloração, roxa, azul ou preta contendo várias sementes; na maioria das espécies as bagas são levemente tóxicas, porém algumas (notadamente a Lonicera caerulea) têm bagas comestíveis. A planta é fonte de alimento de larvas de algumas espécies de Lepidopteras.
A Lonicera xylosteum é uma planta usada em homeopatia para tratamento de asmas, dificuldades respiratórias e sífilis. A Lonicera periclymenum é usada como remédio homeopático para o tratamento da irritabilidade com explosões violentas. A madeira da espécie Lonicera tartarica, nativa da Eurásia, é vendida para a produção de brinquedos para gatos porque contém um princípio ativo ao qual os gatos reagem favoravelmente.
A Lonicera caprifolium é muito apreciada como planta ornamental, devido a suas bonitas e aromáticas flores.
A Lonicera japonica e a Lonicera maackii são espécies consideradas invasivas nos Estados Unidos e na Nova Zelândia. O controle é feito pelo corte e queima das plantas, operação que deve ser repetida por semanas, ou pela aplicação do herbicida glifosato.
O termo "Lonicera" foi usado pela primeira vez por Carl Linné em 1753 adaptando ao latim o nome "Lonicer", em homenagem ao médico e botânico Adam Lonicer (1528-1586).
No sistema de classificação filogenética Angiosperm Phylogeny Website, este género é sinónimo de Dendrophthoe.

## Sinonímia
- Caprifolium Mill.
- Metalonicera M. Wang et A.G. Gu
- Xylosteon Mill.

## Principais espécies
O gênero é constituido por aproximadamente 840 espécies. As principais são:
| - Lonicera caerulea - Lonicera caprifolium - Lonicera etrusca - Lonicera involucrata | - Lonicera japonica - Lonicera morrowii - Lonicera periclymenum - Lonicera pileata |

- Lista completa

| Sistema | Classificação                      | Referência               |
| ------- | ---------------------------------- | ------------------------ |
| Linné   | Classe Pentandria, ordem Monogynia | Species plantarum (1753) |